# Calanthe finisterrae
Calanthe finisterrae är en orkidéart som beskrevs av Rudolf Schlechter. Calanthe finisterrae ingår i släktet Calanthe och familjen orkidéer. Inga underarter finns listade i Catalogue of Life.